# 胀萼黄耆
胀萼黄耆（学名：Astragalus ellipsoideus）是豆科黄芪属的植物。分布在阿尔泰、中亚、西伯利亚以及中国大陆的内蒙古、甘肃、青海、新疆、宁夏等地，常生于山地草原砂质土壤上，目前尚未由人工引种栽培。